# Apollonia Kotero
Apollonia Kotero (de nacimiento Patricia Kotero; 2 de agosto de 1959) es una actriz, cantante y exmodelo estadounidense. Es conocida principalmente por coprotagonizar junto con Prince la película de 1984 Purple Rain y por haber sido la cantante principal del grupo Apollonia 6.

## Sencillos
| Año  | Título                             | Posiciones | Posiciones | Posiciones |
| Año  | Título                             | US         | US Dance   | US R&B     |
| ---- | ---------------------------------- | ---------- | ---------- | ---------- |
| 1984 | "Sex Shooter" (con Apollonia 6)    | 85         | 7          | 7          |
| 1984 | "Blue Limousine" (con Apollonia 6) | –          | –          | 19         |
| 1985 | "Take Me with U" (con Prince)      | 25         | 7          | 40         |
| 1988 | "Since I Fell for You"             | –          | 20         | –          |
| 1989 | "Mismatch"                         | –          | 10         | –          |
| 1989 | "The Same Dream"                   | –          | –          | –          |